# 동환

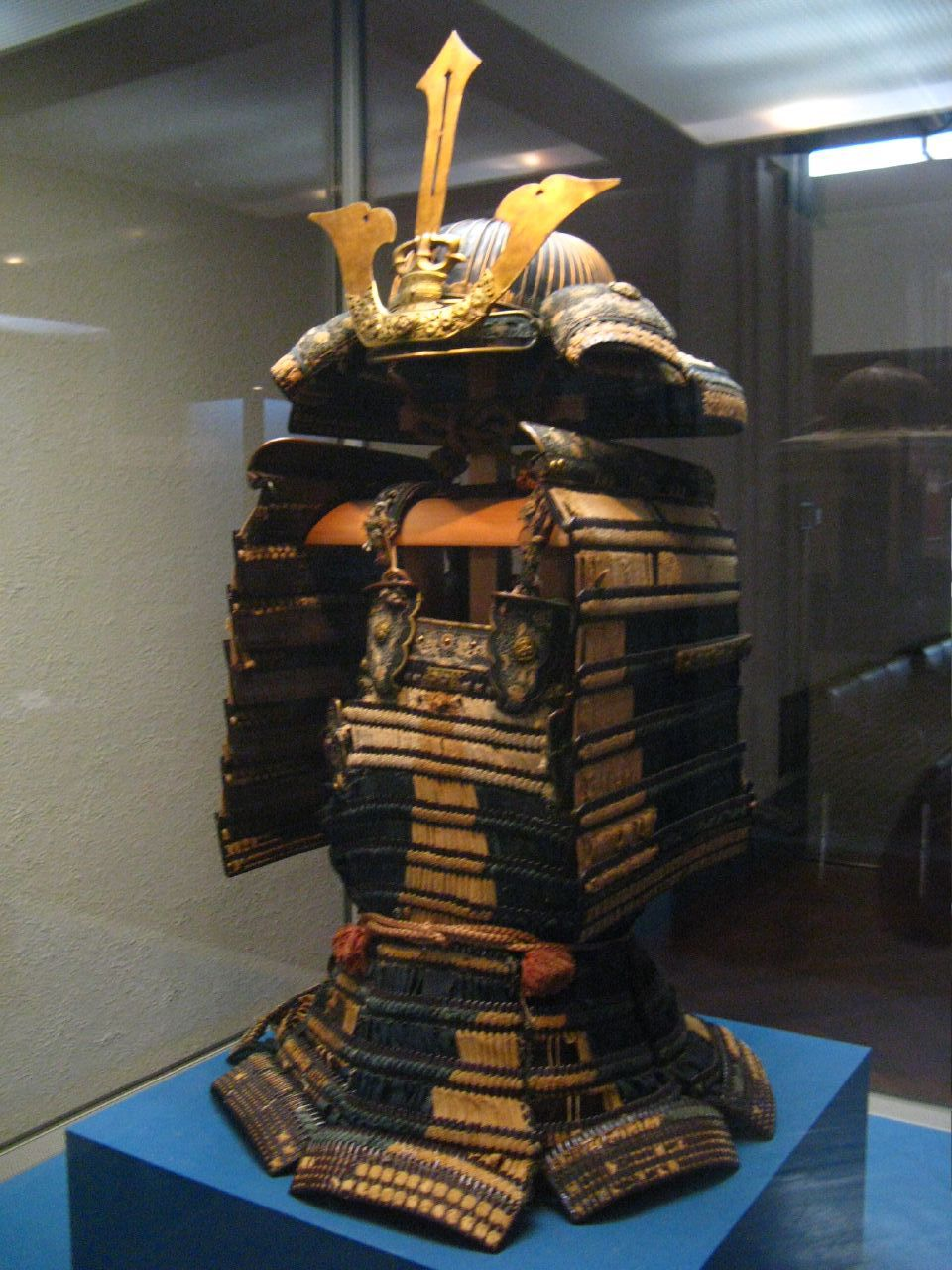

동환(일본어: 胴丸 도오마루[*])은 일본 갑옷의 일종이다. 헤이안 시대 중기에 발생한 것으로 보이며, 보병전에 적합한 갑옷 형식이다. 대개와 동시대인 헤이안 시대에서 무로마치 시대까지 유행하였다.